# Cmentarz żydowski w Mielniku
Cmentarz żydowski w Mielniku – nekropolia żydowska założona XIX wieku. Ma powierzchnię 0,25 ha.
Do naszych czasów zachowało się około 50 nagrobków.